# Agrostis scabrifolia
Agrostis scabrifolia é uma espécie de gramínea do gênero Agrostis, pertencente à família Poaceae.